# 組織承諾
在組織行為理論中，組織承諾（organizational commitment）是一個頗受到重視的概念。在學者 Whyte 於 1956 年發表的「組織人（The Organization Man）」一書中被闡釋為「組織人不僅為組織工作，並且隸屬於組織」。
在組織行為學和工業與組織心理學中，組織承諾是個人對組織的心理依戀。組織科學家還對組織承諾制定了許多細微的定義，並製定了許多衡量這些定義的標準。這項工作的典範是邁耶和艾倫的承諾模式（ model of commitment ），該模型的開發是為了整合文獻中激增的眾多承諾定義。邁耶和艾倫的模型也受到批評，因為該模型與實證結果不一致。它也可能不完全適用於客戶行為等領域。圍繞邁耶斯和艾倫的模型試圖實現的目標也存在爭論。
許多這些研究背後的基礎是找到改善員工對工作感覺的方法，以便這些員工對他們的組織更加忠誠。
組織承諾預測工作變量，如離職率、組織公民行為和工作績效。一些因素，如角色壓力、授權、工作不安全感和就業能力，以及領導力的分配，已被證明與工人的組織承諾感有關。

## 承諾模式（ model of commitment ）
Meyer 和 Allen (1991) 的承諾三成分模式，創建是為了論證承諾具有對應於不同心理狀態的三個不同成分。邁耶和艾倫創建這個模型有兩個原因：首先“幫助解釋現有研究”，其次“作為未來研究的框架”。他們的研究主要基於先前對組織承諾的研究。
邁耶和艾倫的研究表明，可以用三種“心態”來表徵員工對組織的承諾。Mercurio（2015）通過回顧組織承諾的實證和理論研究擴展了這個模型。Mercurio 認為情感或情感承諾是組織承諾的核心要素。

### 情感承諾（Affective commitment）
情感承諾被定義為員工對組織的積極情感依戀。邁耶和艾倫將 AC 視為組織承諾的“願望”組成部分。情感投入的員工強烈認同組織的目標，並希望繼續留在組織中。該員工對組織做出承諾是因為他們“想要”。
這種承諾會受到許多不同的人口統計特徵的影響：年齡、任期、性別和教育，但這些影響既不強烈也不一致。這些特徵的問題在於，雖然可以看到它們，但無法明確定義它們。Meyer 和 Allen 舉了這個例子，“任期和承諾之間的正相關關係可能是由於與任期相關的工作狀態和質量差異” 在發展這個概念時，Meyer 和 Allen 主要藉鑑了 Mowday、Porter 和 Steers 的 (2006) 承諾的概念，反過來又藉鑑了 Kanter (1968) 的早期工作。Mercurio（2015 年）指出……“情感承諾被發現是組織承諾的持久、不可或缺的核心特徵”。

### 持續承諾 (continuance commitment)
指員工對離開組織所帶來的損失的認知,是員工為了不失去多年投入所換來的待遇而不得不繼續留在該組織內的一種承諾;
持續承諾是“需要”的組成部分，或者是在組織中工作的收益與損失。
“邊注”或投資是個人留在或離開組織時可能發生的收益和損失。個人可能會為組織做出承諾，因為他/她認為失去組織成員資格的成本很高（參見貝克爾 1960 年的“邊賭理論”（side bet theory））。
諸如經濟成本（如應計養老金）和社會成本（與同事的友誼關係）之類的東西將是失去組織成員資格的成本。但是個人並不認為積極的成本足以留在組織中，他們還必須考慮替代方案（例如另一個組織）的可用性，破壞人際關係以及離開時會產生的其他“邊注”他們的組織。這樣做的問題是這些“邊注”不會立即發生，而是“隨著年齡和任期的增加而累積”。

### 規範承諾（Normative commitment）
由於義務感，個人承諾並留在組織中，這是組織承諾的最後一個組成部分。這些感受可能源於個人在加入組織前後所承受的壓力。例如，組織可能已投入資源培訓一名員工，該員工隨後感到有“道德”義務在工作中付出努力並留在組織中以“償還債務”。它也可能反映了一種內化的規範，這種規範是在個人通過家庭或其他社會化過程加入組織之前形成的，即一個人應該忠於自己的組織。員工留在組織中是因為他/她“應該”。但一般來說，如果一個人投入大量資金，他們將獲得“高級獎勵”。
在重視忠誠度並通過獎勵、激勵和其他策略系統將事實傳達給員工的組織中，規範承諾更高。員工的規範承諾也很高，員工經常看到雇主致力於員工福祉的可見例子。具有更高組織承諾的員工更有可能為組織的成功做出貢獻，也會體驗到更高水平的工作滿意度。相反的，高水平的工作滿意度會降低員工流動率並提高組織招聘和留住人才的能力。

### 對三元模型的批判（Critique to the three-component model）
自模型創建以來，就一直存在對該模型試圖實現的目標的概念性批評。具體來自三位心理學家，Omar Solinger、Woody Olffen 和 Robert Roe。迄今為止，三成分概念模型已被視為組織承諾的主要模型，因為它將早期承諾研究的三個方面聯繫在一起。然而，一系列研究表明該模型與實證結果不一致。Solinger、Olffen 和 Roe 使用後來由 Alice Eagly 和 Shelly Chaiken 開發的模型，態度行為模型 (Attitude-behavior Model, 2004)，來展示 TCM 結合了不同的態度現象。他們得出的結論是，TCM 是一種預測營業額的模型。從某種意義上說，該模型描述了為什麼人們應該留在組織中，無論是因為他們想要、需要或應該. 該模型似乎將對目標（即組織）的態度與對離開或留下的行為的態度混合在一起。他們認為，研究應該回歸到將組織承諾理解為對組織的態度的最初理解，並相應地對其進行測量。雖然 TCM 是預測營業額的好方法，但這些心理學家認為它不應該成為通用模型。由於 Eagly 和 Chaiken 的模型非常籠統，從一般意義上的組織承諾來看，TCM 似乎可以描述為他們模型的特定細分。很明顯，情感承諾等於對目標的態度，而持續性和規範性承諾代表不同的概念，指的是預期的行為結果，特別是留下或離開。這一觀察支持了他們的結論，即組織承諾被 TCM 視為結合了不同的目標態度和行為態度，他們認為這既令人困惑又在邏輯上是錯誤的。態度-行為模型可以解釋一些在中醫看來自相矛盾的事情。也就是說，與規範承諾和持續承諾相比，情感承諾與相關行為和更廣泛的行為有更強的關聯。與對特定行為（停留）的態度相比，對目標（組織）的態度顯然適用於更廣泛的行為。經過他們的研究，Sollinger、Olffen 和 Roe 相信 Eagly 和 Chaiken

### 五要素承諾模型（ A five component commitment model ）
最近，學者們提出了承諾的五要素模型，儘管它是在產品和服務消費的背景下發展起來的。該模型提出習慣性和強迫性承諾作為兩個與消費環境密切相關的附加維度。然而，似乎習慣性承諾或慣性也可能在許多工作環境中變得相關。人們習慣於一份工作——與工作相關的常規、流程、認知圖式可以使人們對工作產生潛在的承諾——就像它可能發生在消費環境中一樣。由凱寧厄姆及其同事撰寫的論文還比較了中醫在工作環境和消費環境中的應用，以得出更多見解。

## 工作滿意度
工作滿意度通常被定義為員工喜歡他們工作的程度。在過去的幾十年裡，研究人員一直在研究工作滿意度。研究一直致力於弄清工作滿意度的維度、工作滿意度的前因以及滿意度與承諾之間的關係。還根據性別、年齡、種族、教育和工作經驗等各種人口統計數據對滿意度進行了檢查。大多數關於工作滿意度的研究都針對人-環境匹配範式。工作滿意度已被發現是一個重要的研究領域，因為個人離職的首要原因之一是不滿意。許多關於承諾與工作滿意度之間關係的文獻表明，如果員工感到滿意，他們就會對工作產生更強的承諾。Kalleberg (1990) 研究了美國和日本工人的工作態度，發現日本工人的工作滿意度和組織承諾之間的相關性為 0.73，而美國人的相關性更高，為 0.81。Dirani 和 Kuchinke 進行的一項研究得出的結果表明，工作承諾與工作滿意度之間存在很強的相關性，並且滿意度是承諾的可靠預測指標。員工的工作滿意度——至少在零售環境中——也可以加強客戶滿意度和客戶忠誠度之間的聯繫。
 感知“呼喚” 
佛羅里達大學的一項研究發現，個人認為自己的職業是一種“使命”與對工作的投入程度呈正相關。本研究著眼於工作承諾與參與者對工作意義的感知之間的關係。參與者在以下領域進行了測試；感知召喚、工作滿意度和工作承諾。結果顯示，參與者感知召喚與工作承諾之間存在適度相關性，而感知召喚與工作滿意度之間存在弱相關性。

## 其他因素

### 角色壓力Role Stress
角色表現的功能障礙與大量後果有關，幾乎總是負面的，這會影響員工的福祉和組織的運作。一個人收到不相容或衝突的請求（角色衝突）或缺乏足夠的信息來完成他的工作（角色模糊）的經歷是角色壓力的原因。角色模糊和衝突會降低員工的績效，並且與員工離開組織的可能性呈正相關。角色衝突和歧義已被提議作為工人工作滿意度和組織承諾的決定因素。

### 賦能Empowerment
多年來，工作場所的賦權有幾種不同的定義。它被認為是“通過領導來激勵追隨者，通過減少無能為力和增加內在任務動機來提高自我效能”。授權的心理學觀點將其描述為“內在動機、感知控制、能力和激勵實現目標的過程”。賦權有兩個突出的概念。第一個是來自組織/管理理論的結構授權，被描述為完成工作和調動資源的能力。第二個是來自社會心理學模型的心理授權，被描述為員工對其工作和組織角色的心理感知/態度。Ahmad 等人所做的一項研究。發現支持授權與工作滿意度和工作承諾之間的關係。該研究調查了在英國工作的護士和在馬來西亞工作的護士。考慮到文化背景，該研究仍然顯示授權與工作滿意度/承諾之間存在正相關關係。

### 工作不安全感和就業能力Job Insecurity and Employability
在 De Cuyper 進行的一項研究中，研究發現，簽訂定期合同或被視為“臨時工”的工人報告的工作不安全程度高於長期工人。工作不安全感被發現與長期員工的工作滿意度和情感組織承諾呈負相關。該研究還發現，工作滿意度和組織承諾與成為長期員工高度相關。

### 領導分佈Distribution of Leadership
Hulpia 等人進行的一項研究。重點關注教師中領導力和領導力支持的分配影響，以及這如何影響工作滿意度和承諾。研究發現，組織承諾與領導團隊的凝聚力和領導支持的數量之間存在很強的關係。以前對教師工作滿意度和承諾的看法是，它們與缺勤率和離職率呈負相關，與工作努力和工作績效呈正相關。這項研究調查了一位領導者（通常是校長）如何影響教師的工作滿意度和承諾。研究發現，當領導權由“領導者”分配時 與大多數領導落到一個人的情況相比，教師和工人報告的工作滿意度和組織承諾更高。即使只是對分佈式領導角色的看法，員工仍然報告了高水平的工作滿意度/承諾。